# ليماد

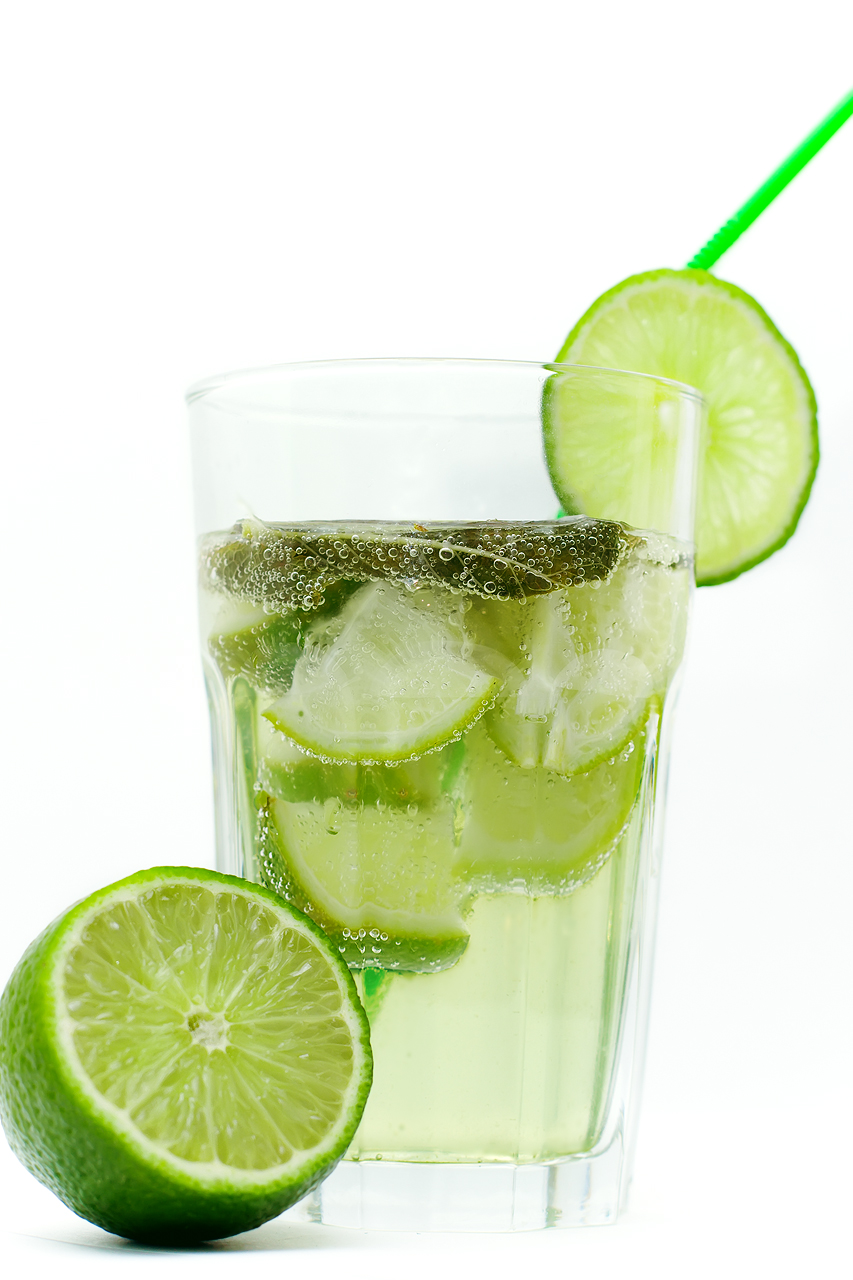
كوب من اللَّيْماد

اللَّيْمَاد هو مشروب بطعم اللَّيْم المحلى بالسكر. طريقة التحضير المعهودة هي عصير الليمون ومزج العصير مع شراب بسيط أو شراب العسل مع بعض الماء الإضافي وربما المزيد من السكر أو العسل. يمكن إضافة الفُدكة أو التِّكِّيلَة البيضاء لعمل كُكتَيل اللَّيْماد.